# Electrical Storm
«Electrical Storm» (рус. Гроза) — песня ирландской рок-группы U2, единственный сингл из сборника The Best of 1990–2000. Антон Корбейн снял видеоклип на эту песню, с Ларри Малленом и Самантой Мортон в главных ролях. Композиция рассказывает о двух влюбленных, которые испытывают кризис в отношениях и ссорятся, название песни — метафора назревающего расставания.
Хотя песня не снискала большого успеха в США (# 77), она стала хитом в других странах, достигнув вершины музыкальных чартов Канады, Италии и Португалии, а также отметившись в Top-10 ряда других европейских государств.

## История

Герой Маллена уносит русалку (Саманта Мортон) обратно в океан.

Существует две официальных версии песни: «Версия U2» («Band Version») смикшированная Карлом Глэнвайллом, и «Микс Уильяма Орбита» (William Orbit Mix) с более эмбиентным началом. «William Orbit Mix» появилась на сборнике The Best of 1990–2000, а «Band Version» была издана на би-сайдах альбома. Также была третья версия, которую крутили на радиостанциях Великобритании и Австралии, незадолго до официального релиза сингла. Иногда её называют «Radio One Mix» (так как изначально она играла на радио Radio One в Великобритании, а в середине песни слышны позывные этой станции), эта версия отличается очень «мягким» звучанием, с разными гитарные партиями во время куплета и характерным для U2 «звенящим» риффом в начале гитарного соло, ближе к концу песни. Считается, что это была демозапись, которая просочилась на радио, и в настоящее время, она существует в виде личных бутлегов фанатов.

## Концертные исполнения
Хотя песня была выпущена в 2002 году, музыканты не включали её в свои концерты вплоть до U2 360° Tour, когда группа исполнила версию Уильяма Орбита во время шоу в Барселоне — 2 июля 2009 года. Впоследствии музыканты исполнили её ещё два раза: 8 июля 2009 года в Милане и 1 августа 2009 года в Гётеборге.

## Список композиций
| №  | Название                               | Смикшировано      | Длительность |
| -- | -------------------------------------- | ----------------- | ------------ |
| 1. | «Electrical Storm» (William Orbit mix) | Уильям Орбит      | 4:37         |
| 2. | «New York» (Nice Mix)                  | Джимми "KLF" Коти | 5:43         |
| 3. | «New York» (Nasty Mix)                 | Джимми "KLF" Коти | 5:00         |

| №  | Название                                                       | Смикшировано                 | Длительность |
| -- | -------------------------------------------------------------- | ---------------------------- | ------------ |
| 1. | «Electrical Storm» (band version)                              | Карл Глэнвилл                | 4:26         |
| 2. | «Bad»/«40»/«Where the Streets Have No Name» (Live from Boston) | Джон Харрис и Стив Лиллиуайт | 12:28        |

| №  | Название                               | Смикшировано  | Длительность |
| -- | -------------------------------------- | ------------- | ------------ |
| 1. | «Electrical Storm» (William Orbit mix) | Уильям Орбит  | 4:37         |
| 2. | «Electrical Storm» (band version)      | Карл Глэнвилл | 4:26         |

| №  | Название                                                       | Смикшировано                 | Длительность |
| -- | -------------------------------------------------------------- | ---------------------------- | ------------ |
| 1. | «Electrical Storm» (William Orbit mix)                         | Уильям Орбит                 | 4:37         |
| 2. | «New York» (Nice Mix)                                          | Джимми "KLF" Коти            | 5:43         |
| 3. | «New York» (Nasty Mix)                                         | Джимми "KLF" Коти            | 5:00         |
| 4. | «Electrical Storm» (band version)                              | Карл Глэнвилл                | 4:26         |
| 5. | «Bad»/«40»/«Where the Streets Have No Name» (Live from Boston) | Джон Харрис и Стив Лиллиуайт | 12:28        |

| №  | Название                                             | Длительность |
| -- | ---------------------------------------------------- | ------------ |
| 1. | «Electrical Storm» (William Orbit Mix)               | 4:37         |
| 2. | «Electrical Storm» (Видеоклип — режиссёрская версия) | 4:25         |
| 3. | «Видеоинтервью с Ларри»                              |              |
| 4. | «Фотогалерея» (Фотографии Антона Корбейна)           |              |

## Хит-парады
| Чарт (2002)                      | Высшая позиция |
| -------------------------------- | -------------- |
| Australian ARIA Chart            | 5              |
| Austrian Singles Chart           | 8              |
| Belgian Singles Chart (Flanders) | 23             |
| Belgian Singles Chart (Wallonia) | 29             |
| Canadian Singles Chart           | 4              |
| Danish Singles Chart             | 2              |
| Dutch MegaCharts                 | 4              |
| Finnish Singles Chart            | 2              |
| French Singles Chart             | 18             |

| Чарт (2002)               | Высшая позиция |
| ------------------------- | -------------- |
| Irish Singles Chart       | 2              |
| Italian Singles Chart     | 1              |
| New Zealand Singles Chart | 5              |
| Norwegian Singles Chart   | 4              |
| Portugal (Billboard)      | 1              |
| Swedish Singles Chart     | 13             |
| Swiss Singles Chart       | 5              |
| UK Singles Chart          | 5              |
| US Billboard Adult Top 40 | 18             |
| US Billboard Hot 100      | 77             |